# المرأة في مصر القديمة
كان للمرأة المصرية مكانة رفيعة في المجتمع المصري القديم باعتبارها الشريك الوحيد للرجل في حياته الدينية والدنيوية طبقًا لنظرية الخلق ونشأة الكون الموجودة في المبادئ الدينية الفرعونية، من حيث المساواة القانونية الكاملة وارتباط الرجل بالمرأة لأول مرة بالرباط المقدس من خلال عقود الزواج الأبدية. وكانت تبدو هذه المكانة عصرية بشكل مفاجئ وذلك عند مقارنتها بالمكانة التي شغلتها المرأة في معظم المجتمعات المعاصرة آنذاك وحتى في العصور السابقة. وعلى الرغم من أنه تقليديًا يحظى الرجال والنساء في مصر بامتيازات مختلفة في المجتمع، فإنه من الجلي عدم وجود عوائق لا يمكن حلها في طريق من أراد الخروج عن هذا النمط. كان المصريون في هذا الوقت لا يعترفون بالمرأة ككائن مساوي للرجل بل كتكملة له. ولكن بالرغم من هذا كله، فقد استفادت المصريات من الموقف الذي وضِعوا فيه في بعض المجتمعات. ولقد عبرت الديانة المصرية القديمة والأخلاق عن هذا الرأي. ويتضح هذا الاحترام تمامًا في الدين واللاهوت كما في الأخلاق. ولكن كان من الصعب تحديد درجة مطابقتها في حياة المصريين اليومية. ويُعد ذلك، بطبيعة الحال، بعيدًا جدًا عن المجتمع اليوناني وأثينا القديمة، حيث تُعتبر فيه المرأة قاصرة قانونيًا مدى الحياة. ومن جانب آخر، لا يتردد الأدب المصري في تقديم المرأة كطائشة وغريبة الأطوار ولا يمكن الاعتماد عليها. وذكر ديموستيني، أحد كبار الخطباء والسياسيين الإغريق، في القرن الرابع قبل الميلاد عن المرأة اليونانية: «إن لنا محظيات يجلبن لنا السرور، وبنات هوى يقدمن لنا متعة الجسد، وأخيرًا فإن لنا زوجات ينجبن لنا الأبناء، ويعتنين بشئون بيوتنا».
تجاوزت المرأة المصرية في التاريخ الفرعوني هذه المكانة حتى وصلت لدرجة التقديس، فظهرت المعبودات من النساء إلى جانب الآلهة الذكور، بل إن إلهة الحكمة كانت في صورة امرأة، والإلهة إيزيس كانت رمزًا للوفاء والإخلاص. وجعل المصريون القدماء للعدل إلهة وهي ماعت، وللحب إلهة هي حتحور، وللقوة سخمت. كما حصلت المرأة المصرية على وظيفة دينية في المعابد مثل كبيرة الكاهنات وحتى الملكة حتشبسوت حصلت على لقب يد الإله. واستطاعت المرأة الدخول في العديد من ميادين العمل المختلفة، وشاركت في الحياة العامة، وكانت تحضر مجالس الحكم، وكان لها حقوق رضاعة الطفل أثناء العمل، ووصل التقدير العملي لها لدرجة رفعها إلى عرش البلاد، فقد تولين المُلك في عهود قديمة، مثل حتب، أم الملك خوفو؛ وخنت، ابنة الفرعون منقرع؛ إباح حتب، ملكة طيبة؛ وحتشبسوت؛ وتي زوجة إخناتون؛ وكليوباترا. كما عملت المرأة بالقضاء مثل نبت، حماة الملك تيتي الأول من الأسرة السادسة، وتكرر المنصب خلال عهد الأسرة السادسة والعشرين، وأيضًا العمل بمجال الطب مثل بسشيت، والتي حملت لقب كبيرة الطبيبات خلال عهد الأسرة الرابعة، ووصلت الكاتبات منهن لمناصب مديرة، رئيسة قسم المخازن مراقب المخازن الملكية، سيدة الأعمال، كاهنة.
«كانت المرأة المصرية تحيى حياة سعيدة في بلد يبدو أن المساواة بين الجنسين فيه أمر طبيعي» هي عبارة معبرة لعالمة المصريات الفرنسية لكريستيان ديروش نوبلكور، تُؤكد أن الإنسان المصري يعتبر أن المساواة أمر فُطر عليه، وكذلك وضعت الحضارة الفرعونية أول التشريعات والقوانين المنظمة لدور المرأة وأول تلك التشريعات وأهمها تشريعات الزواج أو الرباط المقدس من حيث الحقوق والواجبات والقائمة على الاحترام المتبادل بين الزوج والزوجة باعتبارها هي ربة بيت والمتحكمة الأولى فيه، بالإضافة لحقها الكامل والمتساوي مع الرجل فيما يختص بحق الميراث، كذلك كان لها ثلث مال زوجها في حالة قيامه بتطليقها بدون سبب. كما كان المصري القديم دائم الحرص على أن تدفن زوجته معه في مقبرة باعتبارها شريكته في الحياة الدنيا وبعد البعث أيضًا.
وحملت المرأة ألقابًا عظيمة في مصر القديمة مثل طاهرة اليدين؛ العظيمة في القصر؛ سيدة الحب، سيدة الجمال؛ عظيمة البهجة. فيما استأثرت ملكات الأسرة الثامنة عشر بالنصيب الأكبر من هذه الألقاب.

## النظام القانوني
كان النظام القانوني الذي يُطبق في مصر يُشير إلى أهمية مشاركة المرأة فيه، حيث أنها غاية قد حُققت لها في القليل من الثقافات. تودي قيمة المرأة ومعرفتها في مختلف المجالات المهنية إلى أن المرأة المصرية كانت مؤثرًا ضروريًا في السياسة المصرية القديمة. «لا يوجد مجتمع، جديد أو معاصر، باستثناء المجتمعات الغربية في الأزمنة القريبة، تُقيم المرأة كما فعلت مصر القديمة».
يُعتقد قانونيًا أنه يوجد نظرية المساواة القانونية، التي أصبحت محدودة مع الوقت بواسطة ما تم إنتاجه من غزوات جديدة لحالة المرأة وارتفاعها إلى مناصب مهمة في المملكة القديمة التي تأثرت في عصر الدولة الوسطى وعادت للاستمرار في الدولة الحديثة. وقال البلاط دانيبياي «يجري ذلك خلال وقت الازدهار ووصول مستوطنين جدد مثل الآشوريين واليونانيين، حيث ستكون حريات المرأة منخفضة تدريجيًا».
كانت مصر إمبراطورية ذات ثقافة كبيرة شاملة نحو المرأة. فقد حاول بعض الأكاديميين تصنيف أن الأمهات هن التي حُكي عنهم أكثر من الرجل. وكانوا يعتمدون على ذلك في أن كون الآباء غير معروفين أو مشكوك فيهم. ويوضح نشيد إيزيس أوراق أوكسيرنوسو في القرن الثاني قبل الميلاد عن هذه المساواة بين الرجل والمرأة، مشيرًا إلى أنها ألهة حافظة الجنس الأنثوي: «أنتي سيدة الأرض (...) ولقد أعطيتِ القدرة للمرأة لتتساوى كما الرجل.»

## الزواج والعائلة
كان الزواج في مصر القديمة يمثل رباطًا مقدسًا يجمع بين المرأة والرجل فقد قدس المصري القديم الزواج، وحفظ للمرأة المصرية جميع حقوقها الزوجية. وتقول البروفيسور جانيت جونسون من جامعة شيكاغو: «إن عقود الزواج في مصر القديمة، كانت تصب في مصلحة المرأة وتضمن لها حقوقها حال وقوع الزواج إثر ضغوط من عائلتها، أو أي ظروف أخرى».
كانت المرأة هي التي تبدأ بخطبة الرجل وعرض الزواج عليه. وهناك أوراق بردية تدل على أن الزواج من واحدة كان معروفًا حتى في عصر ما قبل الأسرات، أي قبل سبعة آلاف سنة. وكان ذلك بمثابة الدليل على أهمية الزواج ومدى قدسيته، والتي تظهر في إحدى الأساطير التي تفسر ظاهرة فيضان النيل. فكان المصريون القدماء يؤمنون بأن مياه النيل تزداد عندما تتذكر الإلهة إيزيس وفاة زوجها أوزيريس وتجلس عند شط النهر وتبكي، فدموعها كانت تنزل إلى النهر وتزداد المياه فيأتي فيضان النيل.

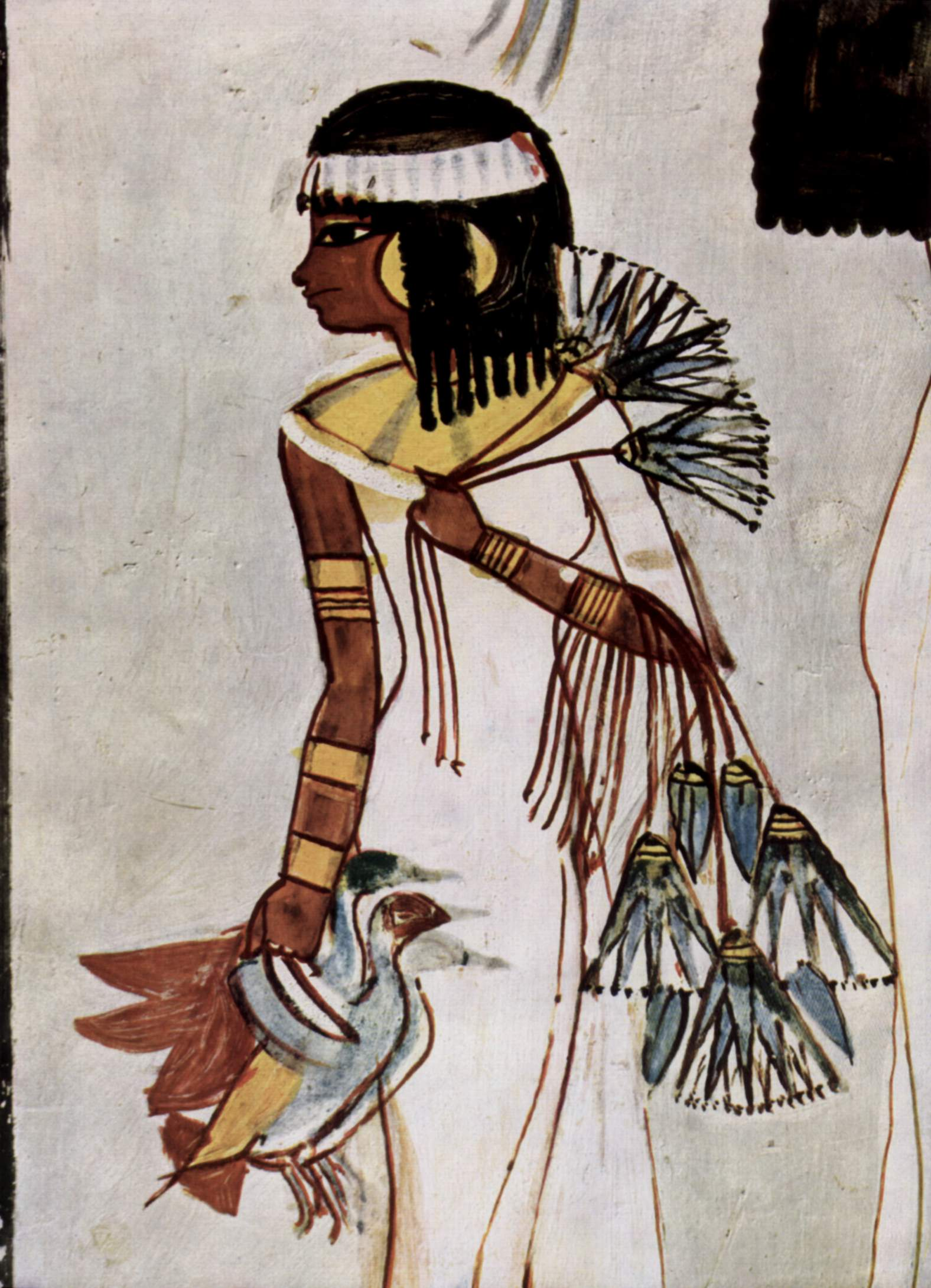
مشهد الصيد.

كانت تعتبر المرأة أيضًا الرفيق لزوجها واعتادت أن تساعده في تدبير شئون البيت والصيد البري وصيد الأسماك والطيور. وبذلك، تُعد المرأة المصرية دعامة رئيسية لجميع الشئون المنزلية والسياسية. وكانت المرأة تستيقظ في الصباح الباكر لإعداد الإفطار لزوجها وأبنائها، وينصرف الزوج وأكبر الأبناء إلى العمل، ويذهب الأبناء الصغار مع الماشية والأوز، أو تذهب الأم بهم إلى المدرسة للتعلم. وكان الرجل كثير التنقل بين عدد من الأماكن لممارسة الرعي أو الزراعة، أو أية حرفة أخرى تحقق له الرزق، بينما كان على الزوجة تنظيم بيتها، وتهيئة السعادة والرفاهية لزوجها، والعناية بتربية أبنائها. وكانت تخرج إلى الترعة المجاورة لتملأ الجرة وتغسل الملابس، وتعود إلى منزلها مزوّدة بما يكفي من الماء لبقية اليوم. وخلال الدولة القديمة، وعلى الرغم من أن مكانة المرأة كانت هرمية وبحجم أصغر عن مكانة زوجها، إلا أن أهميتها الاجتماعية كانت مميزة وكذلك، مررت الخواص من الأم إلى بناتها. وغالبًا، فإن الأطفال كانوا يحملون اسم الأم حيث أن اسم الأب كان ثانوي. وكان هناك صلة كبيرة بين أجيال العائلة، وبدا منطقيًا أن الأبناء يحموا أسلافهم. في الأسر الميسورة الحال، كان للمرأة إقامتها الخاصة، الأوبت، حيث كانت تعيش مع أبنائها وخدمها. واهتمت المرأة بالتنزه في الأماكن الخلوية والحدائق العامة والاستمتاع بالزهور في كثير من المناسبات. وأحبت البيئة وحرصت على نظافة كل ما فيها.
ومن أقوال الحكماء المصريين عن أهمية رعاية المرأة ووصاياهم لأبنائهم، والتي وُجدت على إحدى البرديات التي سجلت تلك الوصايا. قال الحكيم بتاح حتب منذ حوالي العام 2400 ق.م: «إذا أردت الحكمة فأحب شريكة حياتك، اعتن بها.. ترعى بيتك، أطعمها كما ينبغي، اكس ظهرها واستر عليها، عانقها وأوفي لها طلباتها، أفتح لها ذراعيك، وادعوها لإظهار حبك لها.. اشرح صدرها وادخل السعادة إلى قلبها بطول حياتها؛ فهي حقل طيب لسيدها وإياك أن تقسو عليها فان القسوة خراب للبيت الذي أسسته.. فهو بيت حياتك لقد اخترتها أمام الله فأنت مسئول عنها أمام الإله»؛ «حافظ عليها ما دمت حيًا، فهي هبة الآلهة، التي استجابت لدعائك، فأنعمت بها عليك وعليك تقديس النعمة إرضاءً للآلهة»؛ «حس بآلامها قبل أن تتألم.. أنها أم أولادك، إذا أسعدتها أسعدتهم، وفي رعايتها رعايتهم، أنها أمانة في يدك وقلبك. فأنت المسئول عنها أمام الإله الأعظم، الذي أقسمت في محرابه أن تكون لها أخًا وأبًا وشريكًا لحياتها». فيما قال الحكيم آني في القرن الرابع عشر ق. م، موجهًا حديثه للرجال: «لا تكن رئيسًا متحكمًا لزوجتك في منزلها، إذا كنت تعرف أنها ممتازة تؤدى واجبها في منزل الزوجية، فهي سعيدة وأنت تشد أزرها، ويدك مع يدها (...) أنت تعرف قيمة زوجتك وسعادتكما حين تكون يدك بجوارها.. فكل زوج ينبغي أن يتحلي بضبط النفس وهو يعامل زوجته». أما الحكيم سنب-حتب فيوصي ابنه بما يلي: «إذا أردت الله فأحب شريكه حياتك اعتن بها تعتن ببيتك وترعاك، قربها من قلبك فقد جعلها الإله تؤما لروحك، إذا أسعدتها أسعدت بيتك، وإذا أسعدت بيتك أسعدت نفسك زودها بكسوتها ووسائل زينتها وزهورها المفضلة وعطرها الخاص، فكل ذلك سينعكس عى بيتك ويعطر حياتك ويضفي عليها الضوء، إسعدها ما دمت حيًا فهي هبه الإله الذي استجاب لدعائك بها، فتقديس النعمة إرضاء للإله ومنعًا لزوالها».
كان للمرأة بموجب قانون الملكية في مصر القديمة ثلث ممتلكات زوجها بعد الزواج. وكان لديها الحق في التصرف في الممتلكات التي آلت إليها بعد الزواج مثل المهر. أما في حالة وقوع الطلاق، فكانت ممتلكاتها تعود إليها، بالإضافة إلى التسوية التي كانت تتم بعد الطلاق. أما في حالة الوفاة، فكان لديها الحق في ميراث زوجها بنسبة الثلثان، فيما كان يُقسم الثلث بين الأطفال وإخوة وأخوات الشخص المتوفي. وفي بعض الحالات، كان الزوج ينص في وصيته على إمكانية تمكين زوجته من الجزء الأكبر من نصيبه أو السماح لها بالتصرف في جميع الأموال.
كان الزنا ممنوعًا، وكانت المرأة تعاقب عليه بالموت، وبالمثل، فإن الخيانة من الزوجين كانت أيضًا ممنوعة. إضافة إلى ذلك، كان الحب شائعًا في مصر القديمة، وعُثر على برديات بها غزل صريح وعفيف، ألقت، بدورها، الضوء على المشاعر التي تربط بين الرجل والمرأة. وكان العنف ضد المرأة مرفوضًا في مصر القديمة، إلا أن محاكم العصر المتأخر شهدت حالة عنف وهي ضرب الزوجة، وعوقب الزوج على ذلك؛ وسجل ذلك على شقفة فخارية.

## الطلاق
وضعت الحضارة المصرية القديمة التشريعات والقوانين التي تنظم حقوق وواجبات المرأة ليس فقط في الزواج، وإنما شملت أيضًا حالة الانفصال والطلاق، وما يترتب عليهم من حقوق اقتصادية للمرأة، أو تعويض مادي مناسب. وللحد من الطلاق ومن الآثار المترتبة عليه من انهيار للأسرة فقد فرض شروط كثيرة لعملية الطلاق. ويقول الدكتور نشأت الزهري في بحثه الطلاق في مصر القديمة، «لم يكتفِ الزوج في مصر القديمة بتطليق زوجته شفاهه بقوله لقد هجرتك بصفتك زوجة، بل كان يسلمها وثيقة طلاق مكتوبة تؤكد حريتها وانتهاء العلاقة الزوجية بينهما وتمكنها من الزواج بآخر إذا أرادت».
كان الشهود يوقعون على وثيقة الطلاق كما توقع وثيقة الزواج غير أنهم كانوا في وثيقة الطلاق 4 شهود بينما في عقد الزواج كانوا 16 شاهدًا، وكانت صيغة الطلاق كالآتي: «لقد هجرتك كزوجة لي، وإنني أفارقك، وليس لي مطلب على الإطلاق، كما أبلغك أنه يحل لكِ أن تتخذي لنفسك زوجًا آخر متى شئتِ».
ولضمان حقوق المرأة في حالة الطلاق كانت عقود الزواج تنص على تعويض مادي مناسب للمرأة، ففي إحدى البرديات المحفوظة في المتحف البريطاني يوجد عقد زواج يرجع إلى عام 172 ق.م، بين الكاهن باجوش وزوجته تتي أمحتب يتعهد فيه الزوج بدفع تعويض كبير في غضون 30 يومًا في حالة الطلاق. ويضيف الزهري أن الزوجة كانت تستحق تعويضًا من المال عند طلاقها علاوة على المهر، بدأ التعويض في العصر الفرعوني بضعف قيمة المهر، وبلغ في العصر البطلمي 5 أضعاف، ويصل إلى 10 أضعاف في الحد الأقصى، وهذا التعويض الكبير إنما كان أسلوبًا لجعل الطلاق صعبًا.
ذكرت صحيفة ديلي ميل البريطانية أن قسم الدراسات الشرقية بجامعة شيكاغو كشف عن بردية عمرها نحو 2500 عام، كتبت بـالديموطيقية، تنص على حصول المرأة على تعويض حال فشل الزواج، حيث تحصل حال الانفصال على 30 قطعة فضة و36 شوالًا من الحبوب كل عام لبقية حياتها، مما يضمن توفير جميع احتياجاتها.

### إرثها القانوني

وثيقة فرعونية عمرها 2480 عامًا تكشف أن المرأة تمتعت بنفس الحقوق القانونية للرجل.

من خلال الوثائق القانونية عن حقوق المرأة، تبين أن المرأة في المجتمع المصري كانت تستطيع الإدارة والتصرف في الملكية الخاصة، بما في ذلك الأراضي والبضائع والماشية وإدارة جميع ممتلكاتها وفق إدارتها الحرة المستقلة. وكان لديها أيضًا حقوق ملكية للممتلكات والعقارات التي كانت تحصل عليها، في أغلب الأحيان، كهدايا أو بالميراث عن والديها أو زوجها أو غيرها أو تتلاقها من خلال شراء السلع المحصلة سواءً بالعمل أو المقترضة.
وبالمثل، كان لديها الحق في التعاقد في أمور مثل الزواج والطلاق وشراء الممتلكات، وصولًا إلى ترتيبات شراء العبيد. وكان لديها الحرية في رفع دعاوي قضائية ضد أي شخص في محكمة. ولم يكن هناك تحيزًا للجنس أو تحيز ضدهم. وتُظهر البرديات حالات كثيرة من النساء اللاتي حصلت على حقوقهن بتلك الدعاوي، كما وُجد في البرديات والجداريات ما يفيد بالعمل بشهادة المرأة أمام المحاكم.
كشفت وثيقة فرعونية عمرها 2480 عامًا، كتبت بالخط الديموطيقي، عن حقوق المرأة والزوجة المصرية القديمة، التي يبدو أنها تمتعت بنفس الحقوق القانونية للرجل، وفقًا للوثيقة التي تم عرضها في معهد الدراسات الشرقية بجامعة شيكاغو الأمريكية. وألزمت البردية الفرعونية، التي يصل طولها إلى 2.4 متر، الزوج في حالة فشل الزواج، بنفقة سنوية لطليقته مقدارها 1.2 قطعة من الفضة، و36 كيسًا من الحبوب، طوال حياتها، كما جعلت للمرأة ذمة مالية مستقلة، تجعلها تدير وتملك وتبيع ممتلكاتها الخاصة بكل حرية، بما فيها الخدم والعبيد والماشية.

### المساواة أمام القانون
بالنسبة للقدماء المصريين، كان الأطفال هم الأكثر أهمية في العائلة، وكانت المرأة سيدة المنزل، بخلاف اليونان القديمة وروما، حيث كان رب الأسرة هو الرجل. ويبدو أن الرجل والمرأة متساوون أمام القانون، على عكس القانون اليوناني والروماني. وكانت تحصل على أجر كأجر الرجل مقابل إنجاز ذات العمل؛ كانت مواطنة شأنها شأن الرجل، تعيش في وطن يعترف بحقوقها كاملة حتى إنها كانت تستطيع أن تقاضي أباها أمام المحاكم حتى تتمكن من حماية أملاكها الخاصة. وكانت المرأة المتزوجة تتمتع باستقلال قانوني ومالي كامل. ويُمكن للنساء التحكم في ميراثهم الخاص أو يكونوا متصدرين للتجارة. كما هي نفرتيتي في الدولة الحديثة، ويستطيعون أيضًا أن يكونوا أطباء مثل السيدة بسشيت إبان حكم الأسرة الرابعة. وبالزواج، كانت المرأة تحتفظ باسمها مع إضافة كلمة زوجة كذا، والذي هو أمر طبيعي لأن الزواج لا يسجل كفعل إداري، ولم يوجد أيضًا برهان ديني. ببساطة، كان يتم التصديق على واقع أن الرجل والمرأة أرادوا التعايش، وهذا في حالة عمل عقد الزواج، الذي لا يحتاج أكثر من تحديد الآثار الاقتصادية لكي يُميز الإرث من شخص لآخر.
قالت الفرنسية كريستيان ديروش نوبلكور أن: «المرأة المصرية، الأم التي يجب احترامها قبل كل شيء، تخضع المرأة لقانون أخلاقي صارم، ولكنها تتمتع بحرية تعبير كبيرة. كما أن قدرتها القانونية كاملة واستقلالها المالي المدهش وتأثير شخصيتها في الحياة المحلية والإدارية للصالح العام ومصلحتهن الخاصة. (...) أخيرًا، كان يُعد الزواج والطلاق أحداث متعاقبة فقط داخل نطاق العائلة بإرادة الزوجين دون تدخل من الإدارة. ينطق الأزواج المستقبليون هذه الجمل: جعلتك زوجتي: جعلتني زوجتك.»
وبالطبع، لا تمر الأمور بصورة مثالية دائمًا، وكان الطلاق مقبولًا. ويجب أن تكون هناك مبادرة من أحد الزوجين، إذا كان من الزوج فيجب أن يترك جزء من المون لزوجته، ولو كانت الزوجة هي المبادرة في هذا الأمر فيجب عليها نفس الالتزام ولكن بطريقة أقل. وهناك إمكانية الطعن أمام الإدارة لاستعادة موْن المنزل على الرغم من أنه لم يتم التدخل في الزواج. يمكن معاودة التجربة والزواج مرة أخرى، كما هو موضح من البرديات الأرامية لألفنتين في القرن الخامس قبل الميلاد.

## الحمل والإنجاب
هناك الكثير من الدلائل على المعتقدات والممارسات المعقدة المرتبطة بالدور المهم الذي يؤديه الإخصاب في المجتمع. فتتضمن المعتقدات الدينية قواعد تتعلق بالختان مثل الأديان الأخرى في مصر. ويؤمن المصريون أن المرأة في فترة الحيض تقضي على العناصر الفاسدة، فكانت المرأة الحائض لا تذهب إلى العمل في ذلك الوقت، وتُمنع من دخول الغرف المقدسة من المعبد. وكانت شعائر الإخصاب تؤدي إلى الحصول على الأطفال. وكانت وسائل منع الحمل مُصرح بها، كما أشارت النصوص الطبية التي تعود إلى عام 1550 قبل الميلاد، والتي وصلت في العصر الجديد، إلى العديد من وسائل منع الحمل، والتي يصعُب التعرف عليها في الوقت الحالي. كان هناك بعض الوسائل غير الموثوق بها مثل المشروبات التي تُصنع من جذور الكرفس والجعة، ولكن تُشير بعض الوسائل إلى المعرفة الأساسية ببعض الطرق الفعالة مثل مبيد النطاف الذي يُصنع من صمغ السنط المخمر، والذي كان يُنتج حمض اللبنيك لقتل الحيوانات المنوية. ويوجد أقدم دليل على إجراء عملية إجهاض اختياري.
وعندما تصبح المرأة حاملًا، يصير الرحم في حماية الإلهة تينينت. ويُقدم للمرأة الحامل الرعاية الطبية مثل دهن جسد المرأة الحامل بالزيوت المفيدة، عبر استخدام زجاجة صغيرة على شكل امرأة تضع يدها على بطنها المستدير. وتساعدها القابلات في الولادة. وكان المصري يؤدي بعض الشعائر لمعرفة جنس المولود، والتي انتقلت إلى اليونانيين، والبيزنطيين، ثم إلى أوروبا فيما بعد، حيث تم ممارسة تلك الشعائر لقرون دون الانتباه إلى أن أصلها مصري. وكانت تتم هذه الطريقة من خلال وضع حبوب من الشعير والقمح في كيس من القماش، وينقع في بول المرأة الحامل، فإذا أنبت الشعير أولًا، يكون المولود صبيًا، أما إذا أنبت القمح أولًا، يكون المولود فتاة. وكانت كلمة شعير في مصر القديمة تعني أب.

### تربية الأبناء
شاركت المرأة المصرية زوجها في تربية أولاده في بعض سنوات عمرهم، وتنحت له عنها لاحقًا؛ فشاركته رعايتهم في مراحل طفولتهم وصباهم، وأسلمت له زمام أمرهم في مراحل نضجهم، حيث وهبت الطبيعة المصريين الظروف البيئية المناسبة استقرار الحياة ووضوح المستقبل المعيشي فيها أكثر ممن عداهم من الشعوب القديمة. وكان من البديهي أن يتمتع الأطفال بحظ أكبر من الرعاية والعناية والحنان في ظل أسرة متماسكة، حيث كان لاستقرار الأسرة وتماسكها أكبر الأثر في تكوين نفسيتهم تكوينًا صحيحًا، حيث تُوضح الرسوم والتماثيل مدى تعلق الوالدين بأطفالهما وإحاطتهما بالرعاية والحب. وكان البيت هو مهد التربية وميدانها الأول، ففيه يتعلم الطفل ويستقي معارفه الأولى عن الحياة الإنسانية وتتفتح مداركه.
كانت المرأة تعتني بأبنائها صحيًا بالحرص على تنظيف أبدانهم ووقايتهم من الأمراض، خاصة بممارستهم لبعض الألعاب الإيقاعية، كما كان يشترك الطفل مع أقرانه في كافة أنواع اللعب الجماعي لما له من قيمة تربوية كبيرة. هذا إلى جانب الاهتمام بالتربية الروحية والعقلية له، فقد كان يتعلم القراءة والكتابة غالبًا على أيدي والديه قبل دخول المدرسة. وكان الوالدان حريصين على دفع أبنائهم إلى التعليم وإلى طلب المزيد من العلم، كما كانت العلاقة بين المدرس وتلميذه علاقة وطيدة، فالمربي هو الأب العطوف والمسئول الأول عنهم. وحرص الآباء والمعلمون على تلقين التلاميذ قواعدها، وقد صيغت في أسلوب النصائح والوصايا التي هي نماذج من الفضائل الخلقية، وقد حثت هذه النصائح الأبناء على التسلح بالتقوى، والخوف من الله، والبر بالوالدين، والتسامح، والأمانة، والإخلاص، وغير ذلك من القيم.

## المرأة في الحياة الأدبية
إذا كان الرسامون والنحاتون يعرضون المرأة في صورة هادئة في محيط الأسرة المزدهرة، فبالمثل، لم يتردد الكُتاب في جعلها تبدو تافهة ومتقلبة وغير جديرة بالثقة، ومن جهة أخرى، فهي تبدو وكأنها أصل المصائب المختلفة والملومة على خطايا مختلفة، إلا أن المرأة كانت قد استفادت من هذه الحالة أيضًا. استشهد جاستون ماسبيرو في القصص الشعبية، حيث تظهر مغامرات بيتاو، خادم متواضع يعمل في مزرعة أخيه أنوبو، تم إغواؤه بواسطة زوجة أخيه، فاستسلم لسحرها، حيث لم تتردد أن تشي به أمام أنوبو؛ ولم تتوقف المرأة الغادرة حتى طبق أخوه عقوبة صارمة على المسكين بيتاو. إلا أنها عُوقبت بدورها لاحقًا؛ حيث فهم أنوبو بعد فوات الأوان أنه كان مجرد ألعوبة من زوجته، لذلك قام بقتلها وألقى بجسدها للكلاب.

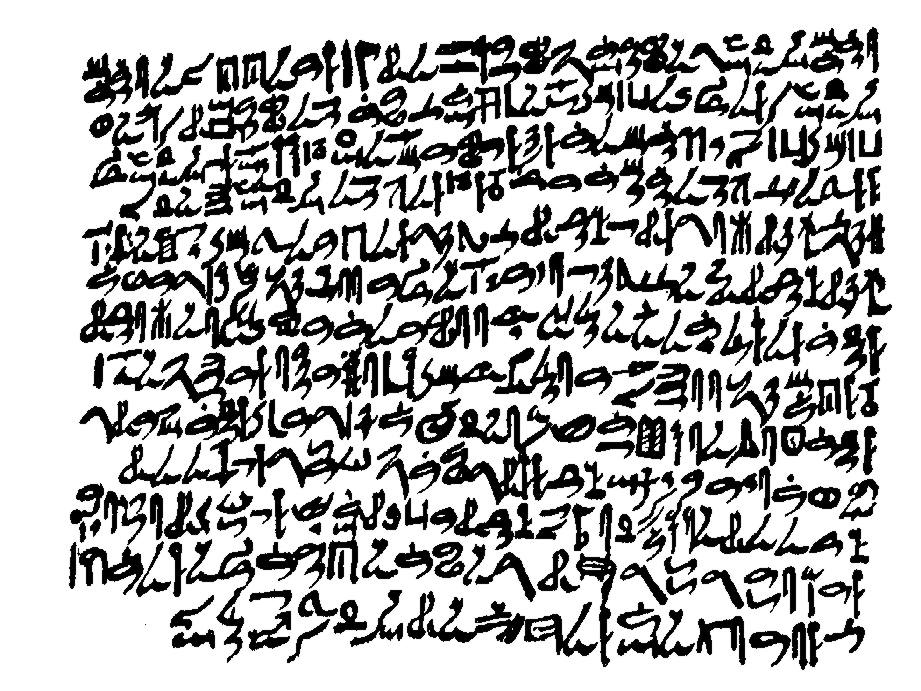
بردية بريسي (1900 ق.م)، واحدة من أقدم النصوص في العالم.

ظهرت هناك الدعوة للحذر من سوء الفهم فيما يخص إلصاق صفة الإغراء بالمرأة بعض الشيء وتصويرها بشيء من الاحتقار؛ كما استفاد الفرعون غالبًا من تناوله بشكل مماثل من قبل رواة القصص، حيث قدموه بطريقة محدودة ورائعة. الرجل مدعو لرعاية زوجته، لذلك عبر الكاتب بتاح حتب، من الأسرة الثالثة، في بردية بريسي، عام 1900 قبل الميلاد: «يجب أن تحب زوجتك من كل قلبك، (.....)، تسر قلبها خلال حياتك كلها». ولكن نصح أيضًا: «احتفظ كاملا بعلاقتك مع زوجتك. فعندما تتداخل العلاقات، لايسري الأمر على ما يرام.»
كانت الرومانسية موجودة في الأدب المصري القديم. فعلى سبيل المثال، هناك بردية مصرية في متحف لايدن بألمانيا): «أخذتك كامرأة عندما كنت شابة. كنت معكِ. ثم احتليت جميع الدرجات، ولن أهجركِ. لن أجعل قلبك يعاني. كنتي هنا عندما كنت شاب وعندما توليت جميع الوظائف العالية للفرعون وفي حياتي، وصحتى وقوتي.أنا لن أهجركِ، علي العكس، قلت أنا معكِ. (...) عطوري وحلوياتي وملابسي، كلها ملك لكى ولن تكون لغيرك، عند مرضك، استدعيت لكي الطبيب ليعالجكِ (...) عندما عدتِ إلى ممفيس، طلبت أذن من الفرعون، ذهبت إلى المكان الذي به ترقدين (القبر) وبكيت كثيراً. (...) لم أدخل إلى منزل آخر (...) الآن، يوجد هناك أخوات للمنزل، ولكن لم أذهب مع أي منهن.»
ازدهر أدب الغزل والحب، فازدهرت الموسيقى وازدهر الغناء للتعبير عن هذه الأحاسيس الجياشة. ومن دلالات اهتمام المجتمع المصري بالموسيقى أن جعلوا لها ربة كان لها دور كبير في الديانة المصرية وهي الربة حتحور. وكان لبعض الآلات الموسيقية دورًا في الطقوس الدينية وكان العزف والغناء من أكثر المهن احترامًا وتقديرًا في مصر القديمة.

## المرأة في الفن المصري القديم

رع حتب وزوجته نفرت.

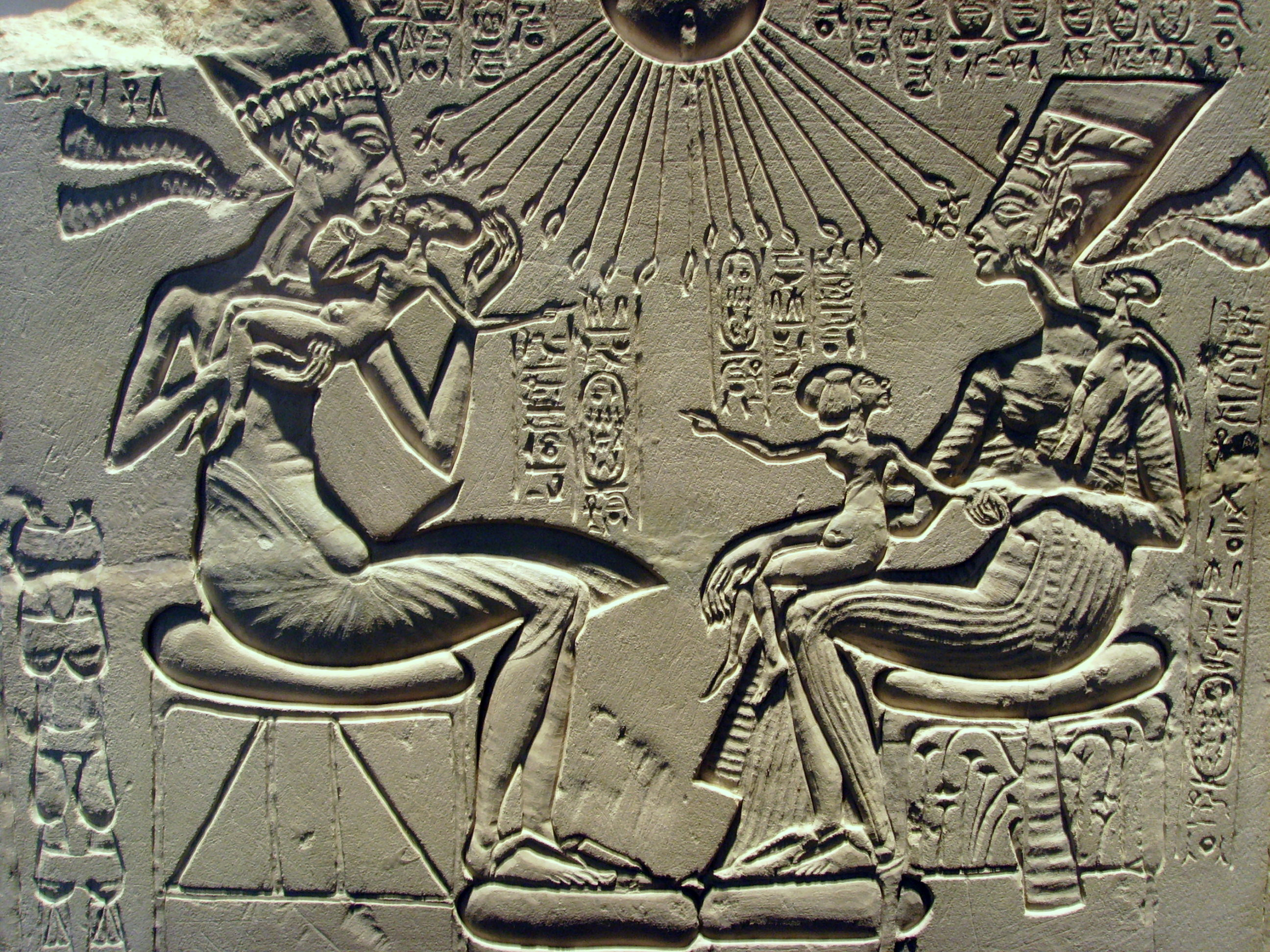
نفرتيتي مع زوجها إخناتون في حجم مساوٍ.

تظهر مكانة المرأة في الفن المصري القديم مساوية تقريبًا لمكانة الرجل، حيث تُظهر التماثيل والنقوش النساء في الغالب بحجم مساوِ للرجال، مما يدل على احترام المصريين للنساء. وكان الزوج يسعد بتصويره ضمن مجموعة عائلية مع زوجته أو زوجاته وأبنائه، أو حتى مع بناته فقط. ومن بين هذه المجموعات الأسرية، تظهر تماثيل رع حتب ونفرت؛ وثالوث منكاورع؛ والقزم سنب مع أسرته؛ وآخ حتب مع أسرته؛ وكذلك تمثال المجموعة لسوبك حتب؛ ومر سي عنخ وبناته؛ وسن نفر وسناي وأيضًا آك مع حتب حر نفرت ولوحة آنتف. فيما قد عُثر أيضًا على تماثيل تُصور العديد من السيدات البارزات في مصر القديمة، على سبيل المثال: زوجة القائد نخت مين، التي عاشت في نهاية عصر الأسرة الثامنة عشرة كانت نموذجًا لتمثال رفيع، حيث استطاع النحات أن يُمثل الجسد وتفاصيل الرداء ذي الثنيات وكذلك ملامح الوجه الرقيقة لهذه السيدة الجميلة. وبالمثل، كان هناك تمثال السيدة تويا زوجة يويا وأم الملكة تي، التي شغلت مكانة هامة في الحياة الاجتماعية. فيما ظهر تمثال الصغيرة تاما بوصفها رمزًا للجمال الأبدي، وهي تلبس شعرًا مستعارًا بخصلة الطفولة الجانبية وقلادة من الخرز. وظهر التمثال الأسري الذي جمع بين سناي زوجة حاكم طيبة سننفر، والتي ظهرت مع زوجها وابنتها. كما كان تمثال منانا زوجة خع أمواست، التي صُورت برشاقة بجوار زوجها مع شعر مستعار طويل بشريط.

## المرأة في القصص الديني
ورد في القصص الدينية القرآنية والتوراتية ذكر لبضع نساء مصريات قديمات.

### امرأة فرعون

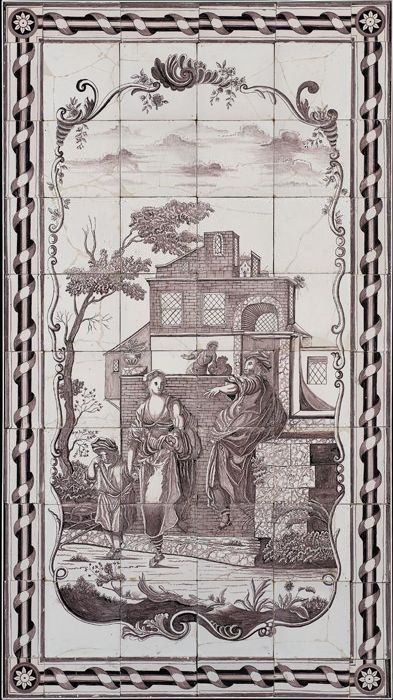
السيدة هاجر زوجة النبي إبراهيم مع ابنها النبي إسماعيل.

كانت آسيا بنت مزاحم تعيش في أعظم قصور زمانها، يخدمها المئات من الجواري والعبيد. هي امرأة فرعون الذي طغى وتجبر، ونصب نفسه إلهًا على شعبه، وأمر عبيده بأن يعبدوه ويقدسوه هو وحده ولا أحد سواه، وأن ينادوه بفرعون الإله. وهي تلقت النبي موسى من اليم، وأقنعت فرعون بالاحتفاظ به، وتربيته كابن لهما، وأسندت رضاعته لأمه. في البداية لم يقتنع بكلامها، ولكن إصرار آسية جعله يوافقها الرأي وعاش موسى معهما وأحبته حب الأم لولدها.

### امرأة العزيز
هي زوجة عزيز مصر بوتيفار عند قدوم النبي يوسف إلى مصر على عهد الملك أمنحوتب الثالث، الذي عُد من أعظم الملوك الذين حكموا مصر القديمة عبر التاريخ. وقد اشتهرت بجمالها وكبريائها الذي أضحى تكبرًا وأنفة، حتى حيال زوجها. وفي تلك الآونة، كان النبي يوسف في القصر وأُعجبت به امرأة العزيز التي أحبته وأرادت إظهار حبها له، إلا أنه تذكر ربه الذي أنقذه من الجب سابقًا.

### هاجر
شخصية توراتية ورد ذكرها في سفر التكوين وجاء ذكرها باسمها في الأحاديث النبوية وذكرها النبي محمد أيضًا بلفظ أُم إسماعيل، وأُشِير إليها دون تسمية في القرآن الكريم. حسب سفر التكوين، هاجر أمة أو جارية مصرية لسارة ويوجد في التراث الإسلامي ما يؤيد ذلك  وهي امرأة مكرمة في الإسلام فهي والدة نبي وفق معتقدات المسلمين وهو إسماعيل  وإن كان المسيحيون واليهود لا يؤمنون بنبوته.

## حق المرأة في التعليم
كان للمرأة في مصر القديمة الحق في التعليم ابتداءً من سن الرابعة. وكانت تتلقى العلم من خلال مدارس ذات نظام صارم، والتي كانت تركز على مبادئ الحساب والرياضيات والهندسة والعلوم، بالإضافة إلى تعليم أصول اللغة الهيروغليفية واللغة الهيراطيقية الدارجة للاستعمال اليومي. وفي النهاية، كانت تُمنح الفتاة مثلها مثل الصبي لقب كتابة جائزة على المحبرة، مع السماح لهن بإمكانية التخصص العلمي في أي من فروع المعرفة.
وأشارت بعض الوثائق الفردية المتباعدة أن بعض المصريات ساهمن في نشاط المجتمع بنصيب مقبول، وتعلمن الكتابة والقراءة وتذوقن الأدب وتراسلن به. وقد عملت هؤلاء النساء ككاهنات طقسيات لحتحور وإيزيس وموت ومين ونيت وباكت وتحوت وأنوبيس وقليل من النساء عملن ككاتبات أو طبيبات. وتُعد مريت بتاح أول امرأة في التاريخ تعمل في مجال العلوم، وقد عاشت في عهد الأسرة المصرية الثالثة نحو 2700 قبل الميلاد. وهناك إشارات أخرى إلى وجود أميرة عجوز من القرن الثالث والعشرين قبل الميلاد اشتركت في توجيه القضاء وتصريف شئون الوزارة، وأميرة من أواخر القرن السابع عشر قبل الميلاد اشتهرت بين قومها بلقب العارفة أو العالمة، وسيدة من علية القوم في القرن الثالث عشر قبل الميلاد تولت تثقيف وتعليم فتية من الأجانب باسم البلاط الفرعوني.

## الصورة الإلهية
بين الوفرة الكبيرة للآلهة في الأساطير المصرية القديمة، يوجد عدد كبير من الإلهات كما هو في اليونان. تُشير دراسة هذه الرموز إلى الصورة التي حصلت عليها المرأة في عيون المصريين منذ القدم. كما كانت الكثير من الآلهة اليونانية مرتبطين فيما بينهم برابط قرابة الدم أو الزواج. على سبيل المثال، كانت إيزيس وأختها نيفتيس زوجات للأخوين أوزيريس وسيت. تشترك المرأة وصورتها كثيرًا في الحياة وفي الخصوبة، كما حالة الربة إيزيس، التي ارتبطت بعدة مبادئ مختلفة: على أنها زوجة أوزيريس، الذي تم قتله على يد أخيه، وأيضًا بالشعائر الجنائزية. كأم، تحولت لرمز الحماية الأنثوية، وبشكل خاص، كرمز للأمومة التي تهب الحياة. وقد توحدت مفاهيم الموت والحياة عبر هذه الربة. في واقع الأمر، بالرغم من ارتباطها بالشعائر الجنائزية، إلا أنه من الضروري ذكر أن الأسطورة بهذه الشعائر تُجنب المتوفي تجربة الموت الثاني في حياة أخرى، والتي أيضًا تشرح سبب وجود الطعام في المقابر التي اكتشفها علماء الآثار. من جانب آخر، لا تُظهر الحياة في نظرتها الجسدية معنى أكثر من الموت؛ حيث يُشكل كلاهما جزءًا من عملية التطور الأبدي ذي الجانب الروحي. تُعد النخلة واحدة من رموز الربة، رمز الحياة الأبدية، حيث نفخت إيزيس في زوجها المتوفي نفخة الحياة الأبدية.
أدت هذه الفكرة عن الحياة الأبدية والنضج التي تعكسها إيزيس تبجيلها بصفتها أم سماوية، والتي منحتها لاحقًا ومع مرور الزمن، لقب الإلهة الأكثر أهمية في الأساطير المصرية؛ حيث انتشر تأثيرها إلى كل الأديان في كل الحضارات، خاصة في الإمبراطورية الرومانية.

### الإلاهات الأكثر تأثيرًا

#### إيزيس
هي ربة القمر والأمومة لدى قدماء المصريين، الساحرة العظيمة، الإلهة العظيمة والأم المحبة، زوجة مخلصة، ملكة الألهة، إلهة الزواج والولادة. وكان يرمز لها بامرأة على حاجب جبين قرص القمر، عبدها المصريون القدماء والبطالمة والرومان. أصبحت إيزيس شخصية بارزة في مجموعة الآلهة المصرية بسبب أسطورة أوزيريس. كانت إيزيس شقيقة ذلك الإله وزوجته. واستعادت جثته بعد أن قتله ست. وبمساعدة نفتيس وتحوت أعادت إليه الحياة بعد رحيله إلى حياة جديدة محدودة في العالم الآخر. ربت ابنها حورس الذي أنجبته من زوجها الراحل أوزيريس في أجمة مستنقعات خيميس بالدلتا.

#### حتحور

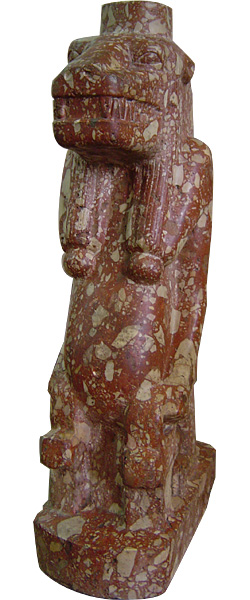
تمثال إيبة في المتحف البريطاني بلندن.

هي إلهة السماء والحب والجمال والأمومة والسعادة والموسيقى والتغذية والخصوبة. سُميت قديمًا باسم بات ووجدت على لوحة نارمر، وكان يرمز لها بالبقرة، عبادتها كانت ما بين مدينة الأشمونين بالقرب من الفيوم ومدينة أبيدوس بالقرب من سوهاج. وتُعد البقرة هي حيوانها المقدس.

#### باستيت
هي إحدى آلهة قدماء المصريين. عُبدت على هيئة القطة الوديعة، حيث أدمجت مع الإلهة سخمت في الدولة الحديثة، حيث تُمثل سخمت في هيئة اللبؤة المفترسة. فعندما تغضب باستيت تصبح سخمت، وتنتقم من الأعداء ومن هو ذو خلق رديء. كانت تصورها الرسومات على شكل امرأة لها رأس قطة. لذا تُعتبر إلهة الحنان والوداعة والحامية للمنزل، فقد ارتبطت بالمرأة ارتباطًا وثيقًا.

#### سخمت
هي إله الحرب، وغالبًا ما تُمثل برأس لبؤة جالسة على العرش أو واقفة. تعددت ألقابها، فكانت السيدة العظيمة ومحبوبة بتاح وسيدة الحرب والجبارة لما لها من قوة دفاعية خارقة.

#### إيبة
كانت إلهة فرس النهر وربة الولادة وحامية الأقصر في الميثولوجيا المصرية. تزوجت من الإله آمون.

### عبيد الآلهة
كانت المرأة قبل الدولة الحديثة تدخل في خدمة المعبد وفي سلك الكهنوت. ولذلك أُطلق لفظ الكاهنات أو عبيد الآلهة على بعض النساء المعنيات في خدمة آمون، وكان هناك كاهنات للألهة نبت وحتحور وآتون وسوبيك؛ واللاتي تم اختيارهن من فئات متعددة. وقد أظهرت الأسرة السابعة عشر لقبًا كهنوتيًا جديدًا للملكات والأميرات اللاتي سيُصبحن ملكات زوجة الإله ويد الآلهة، وزوجة الرب. وكان يُحرم عليهم الاتصال الجنسي بأي بشر، وكن صاحبات نفوذ عظيم، حيث ينافسن سلطان الفرعون. وكن قد وُهبن قدر من القدرة الروحية. وكن يهبن لأنفسهن صفات ملكية ويحتفلن بأعياد اليوبيل ويُقام النصب بأسمائهن ويقدمن القرابين. وتحت حكم تحتمس الأول، ارجعت الوظيفة إلى الملكة أحمس نفرتاري، التي امتلكت اسم زوجة الرب ويد الرب. ومنذ ذلك الوقت، وكانت تمارس من قبل الزوجات الملكيات وبناتهن، باكتسابهم تلك الهيبة، التي جعلت أحفاد الملكات يتحولن إلى زوجات جديدة للآلهة. وفقد هذا الكهنوت أهميته في العائلة الملكية بدءًا من حكم تحتمس الرابع، حيث تناقص أعداد عبدة آمون. وفي آخر الأمر، تولت الأميرات مهنة زوجه الإله بديلًا عن الملكة.

## نساء قمن بتأدية دور رئيس في المراتب العليا

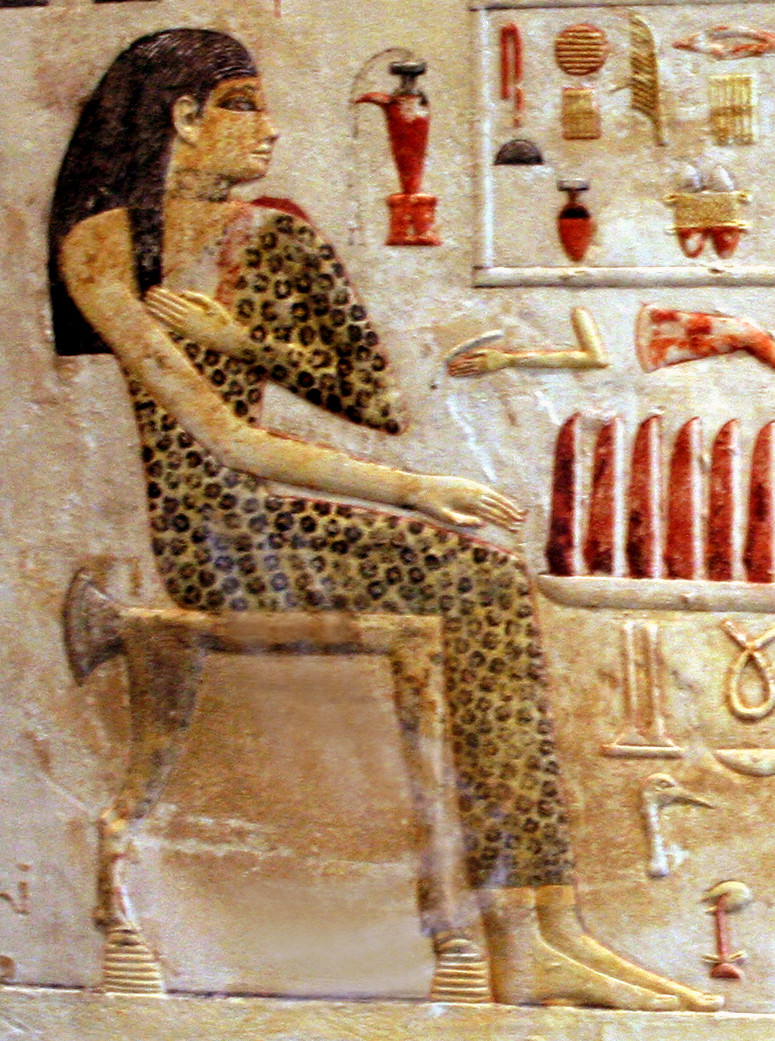
نفرتیابت ابنة الملك خوفو.

مكنت قليل من الحضارات القديمة المرأة من تحقيق مراكز اجتماعية هامة. أما في مصر القديمة، لم تُوضح الأمثلة وجود نساء ذوات مناصب عليا فحسب، إلا أنه هناك نساء شغلن أعلى المناصب وهو منصب الفرعون. ويتعدى هذا الأمر فكرة المساواة بين الجنسين، حيث يُشير إلى أهمية الثيوقراطية في المجتمع المصري. واستخدم المجتمع المصري القديم، كغيره من الحضارات آنذاك، الدين أساسًا للمجتمع. وهذه هي الطريقة التي فُسرت بها سلطة الفرعون، وكان من يمتلك زمام السلطة له حق إلهي. وكانت العادة في المجتمعات القديمة أن تنتقل السلطة من ذكر إلى آخر. فكان الابن يرث السلطة، وإن لم يكن للملك ولد، كانت تنتقل السلطة للذكور من أفراد العائلة كأبناء العم أو الخال، أو الأعمام أو الأخوال. وحتى إذا كان هناك نساء في العائلة المالكة، فلم يكن قادرات على الحصول على السلطة.
ولم يكن هذا الالتزام بنقل السلطة إلى خليفة من الذكور بدون استثناء في مصر القديمة. وكان الدم الملكي، وتحدده الشرعية الإلهية، هو المعيار المميز لامتلاك السلطة. وكان الجوهر الإلهي يُنقل إلى الزوجة الملكية، كما في حالة نفرتيتي زوجة إخناتون. حيث فضل المصريون أن تحكمهم امرأة ذات دم ملكي على أن يحكمهم رجل دمه ليس ملكي. وكان هناك نساء تولين السلطة في أزمات الخلافة، وكانت الملكة في ذلك الوقت تتخذ كل الرموز الذكرية للعرش.

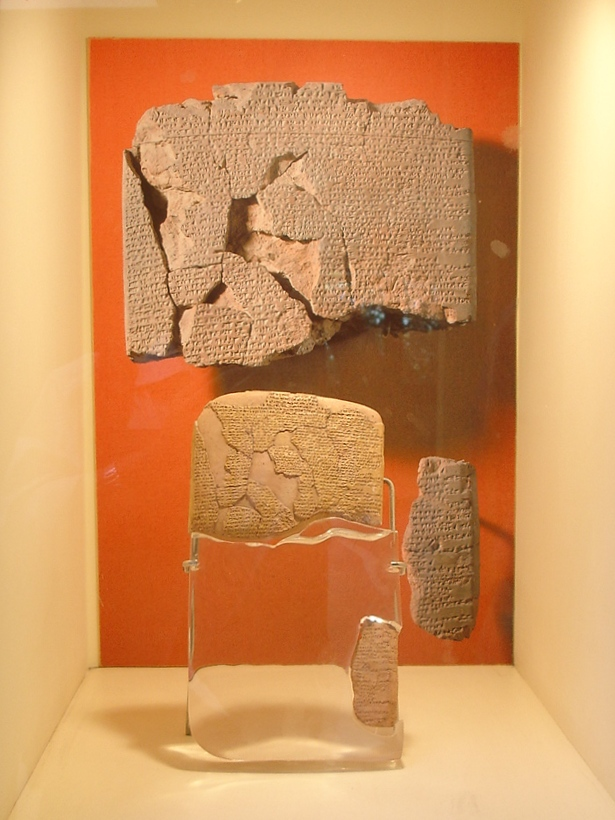
نسخة من اتفاقية السلام بين الفراعنة والحيثيين منقوشة على لوح من الطين تم اكتشافها في عاصمة الحيثيين حاتوسا بشمال تركيا ومعروضة في متحف آثار إسطنبول.

شاركت المرأة في الشئون الدبلوماسية، حين شاركت والدة الملك رمسيس الثاني تويا وزوجته الأميرة نفرتاري في معاهدة السلام المصرية الحيثية التي أبرمها الملك في 1258 ق.م. والتي تُعتبر أقدم معاهدة سلام في التاريخ. بينما لعبت دورًا سياسيًا حين في تسيير شئون البلاد السياسية، كما في حالة أحمس-نفرتاري، التي كانت وصية ابنها أمنحتب الأول؛ وحتشبسوت، التي كانت وصية على ابن زوجها تحوتمس الثالث. كذلك، فإن هناك ملكتين اعتليتا عرش مصر كحاكمتين: وهما حتشبسوت في الأسرة الثامنة عشرة وتوسرت في الأسرة التاسعة عشرة.
لم يكن نادرًا في مصر القديمة أن تعتلي امرأة العرش، كما في حالة حتشبسوت، التي احتلت العرش مكان ابن زوجها تحتمس الثالث. وعندما ورثت حتشبسوت العرش من زوجها، كان الدور الذي اضطلعت به ابنتها نفرو رع يتعدى الواجبات العادية التي تؤديها الأميرة، بل كانت تكتسب دور الملكة. وكان كذلك هناك العديد من الملكات يُلقبون بكليوباترا، وكانت أشهرهن كليوباترا السابعة، التي طردت أخيها بطليموس الثالث عشر عن الحكم. وقد كانت معروفة بجمالها وبعلاقتها مع يوليوس قيصر ومن بعده ماركوس أنطونيوس، حيث كانا يعتمدا على عرشها لأجل تتويجهم على عرش مصر.

### الملكات

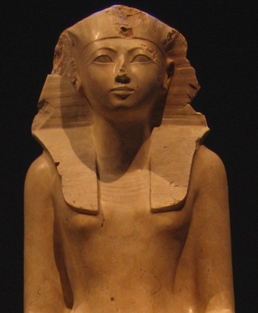
حتشبسوت تمثال من الحجر الجيري المقسّى لحتشپسوت في متحف متروبوليتان. أنتج التمثال بدون الذقن المستعارة التقليدية، إلا أنه يحتفظ بباقي رموز السلطة الفرعونية.

نادرًا ما كانت المرأة تستطيع الوصول إلى مشاركات اجتماعية مهمة في الحضارات القديمة. إلا أنه في مصر، تجاوزت المرأة صورة الوصول للمناصب العليا، ووصلت إلى المناصب العليا المرتبطة بالفرعون. على الرغم من قوة الحركة النسائية، إلا أنه من الضروري الأخذ في الاعتبار أهمية الحكومة الدينية في المجتمع، حيث استخدم المجتمع المصري القديم الدين كمرجع. وهكذا برروا حقهم في اعتلاء عرش الفرعون؛ فصفتهم التمثيلية للآلهة أعطت لهم الحق الإلهي في تولي الحكم.
بشكل عام، كان حق انتقال الحكم في المجتمعات القديمة مرهونًا بالذكور، حيث كان يتم توريث الحكم إلى الابن، وفي حالة عدم امتلاك الملك لأبناء ذكور، ينتقل العرش إلى أقرب صلة ذكورية في العائلة مثل الأخوات وأبناء العم أو الاعمام. وعلى الرغم من أن الملك ينحدر من نسله إناث، إلا أنهم لم يستطيعوا الوصول إلى الحكم إلا في حالة واحدة وهي أن يتزوجوا من الملك المستقبلي.
في الحضارة المصرية، كان هذا الالتزام المتعلق بانتقال الحكم للذكور له شأن مختلف؛ حيث يُعد الدم الملكي عامل للشرعية الإلهية، وكان المعيار الحاسم للوصول إلى العرش، وبالتالي فإن هذه الشرعية تتحول إلى النساء. وما إن حدث تزاوج للورثة الذكور، من زوجات ثانوية، من إخواتهن، أبناء الزوجة الملكة العظيمة، والتي بدورها كانت ابنة للملكة العظيمة السابقة. ولهذا، يُمكن تسليم الجوهر الإلهي إلى الزوجة العظيمة الملكة، كما في حالة نفرتيتي زوجة إخناتون.
في بعض الأحيان، كان المصريون يفضلون أن تحكمهم امرأة ذات دم ملكي، تابعة للذات الإلهية وفقًا للدين، على أن يتم حكمهم بواسطة رجل لا يملك هذا الامتياز. لذلك، في وقت الأزمات المتتالية، وصلت المرأة إلى الحكم. وفي هذه الحالة، اعتمدت الملكة الفرعونية جميع الرموز الذكورية، ولذلك فإن هناك شكوك في تحديد جنس بعض الفراعنة الذين من الممكن أن يكونوا نساء.
في الأسرة الحاكمة الثامنة عشر، عقب موت أمنحتب الأول، كان خليفته الأوحد هو تحوتمس الأول، ابن زوجة ثانوية للفرعون المتوفي؛ فإن زواجه من أحمس، أخت أمنحوتب، سمح لها أن يكون لديه الشرعية الإلهية. في الجيل التالي، سمحت الأميرة حتشبسوت، ابنة تحوتمس الأول وزوجته الملكة العظمى، لتحوتمس الثاني، ابن زوجة ثانوية له، وبالتالي فهو أخ غير شقيق لها، الصعود إلى العرش عبر زواجها به.
حملت ملكات الدولة الحديثة ألقابًا عديدة ذات طابع سياسي مثل سيدة الأرضين، وهو اللقب المُناظر للقب الملك سيد الأرضين، في إشارة إلى نفوذ الملك الممتد على مصر العليا والسفلى، كما صورن أيضا بهيئة أبي الهول الأنثوي الساحق لعدوات مصر وهي أيضًا الصورة الأنثوية لتصوير ملك مصر كأبي الهول الساحق لأعداء مصر.

#### الدور الاقتصادي للملكة
كان للملكة في مصر ممتلكاتها الخاصة وذمتها المالية الخاصة بها، فقد تنوعت ما بين قصور وضياع ومخازن للحبوب والغلال ومزارع تحوي قطعان ماشية. وكانت تستطيع التصرف كيفما تشاء في أملاكها، وكان لديها موظفون للإشراف على هذه الأملاك.

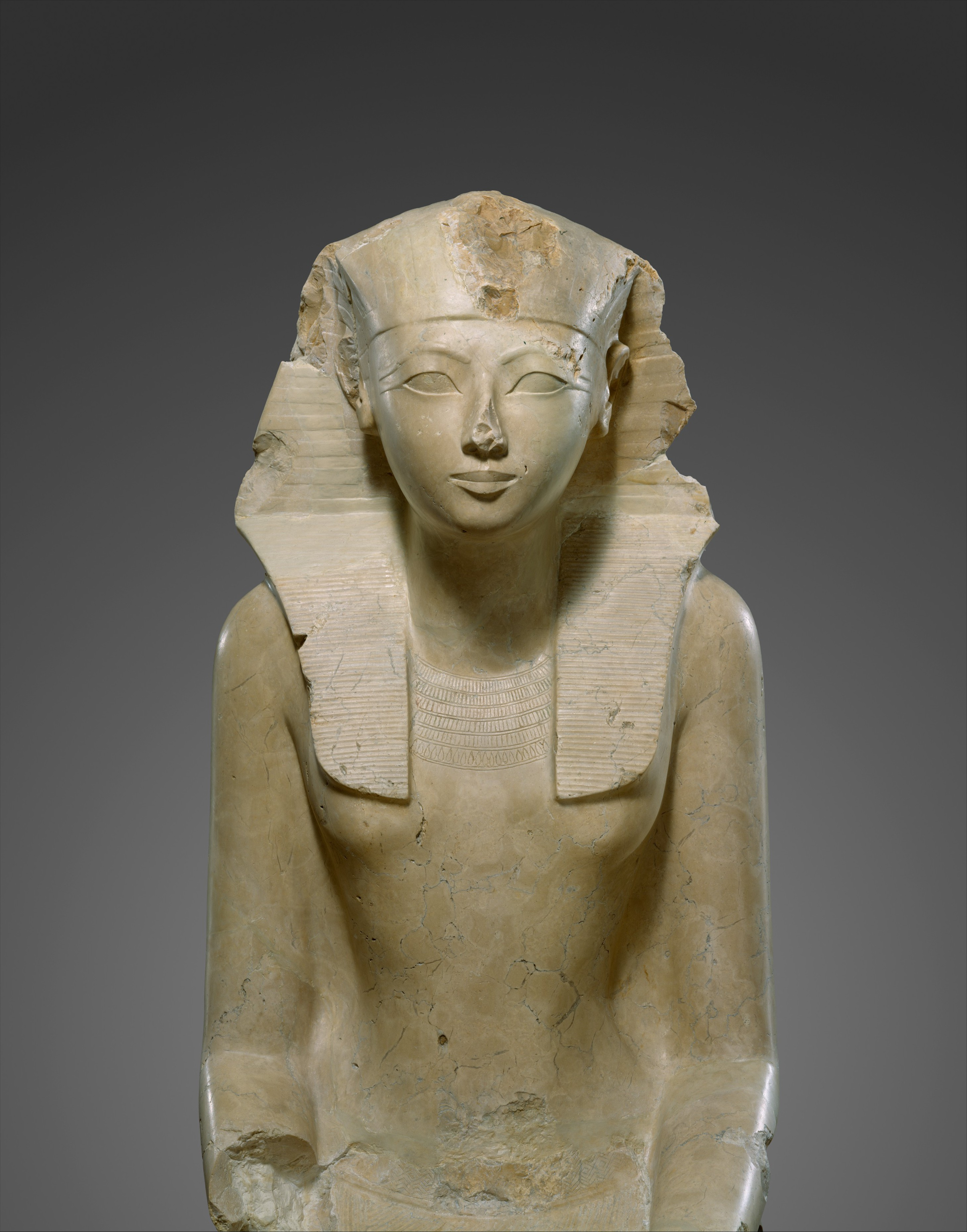
حتشبسوت

#### الملكات الفرعونيات المعروفات

##### مريت نيت
هي أول ملكة امرأة تحكم في تاريخ العالم، وهي من الأسرة المصرية الأولى. يعتبرها علماء الآثار مفتاحًا لحكم الفراعنة لمصر في عصر الأسرات، وتشير بعض المخطوطات بأنها ربما حكمت البلاد بمفردها خلال فترة من الزمان. وقد اختلفت الآراء في شأنها، وفيما إذا كانت قد حكمت البلاد، أم أنها كانت مجرد زوجة للملك، إلا أن الذي يؤكد توليها البلاد لوحة عثر عليها في إحدى مقابر أبيدوس نُقِش عليها اسم الملكة وحدها. كما جاء ذكرها في حجر بالرمو الخاص بأسماء الملوك الذين حكموا مصر وذكرت في المصادر التاريخية أنها ارتقت العرش وحكمت حكمًا منفردًا. وهي الملكة الوحيدة من بين سيدات الأسرة المالكة التي عثِر لها على مقبرتين، إحداهما في سقارة، والأخرى في أبيدوس بجوار مقابر الملوك، ويدل هذا في رأي المؤرخين أنها كانت ملكة حاكمة.

##### خنت كاوس

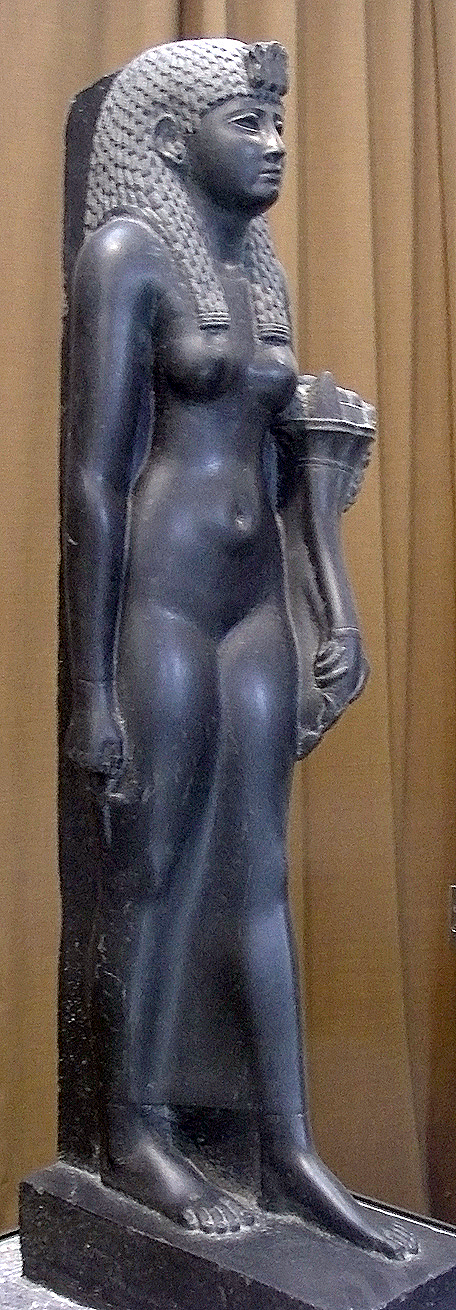
كليوباترا السابعة

كانت ملكة مصر القديمة في عهد الأسرة الرابعة. ولعبت دورًا هامًا في تعاقب الأسرتين الرابعة والخامسة. واتخذت لنفسها ألقابا عديدة مثل ملكة مصر العليا والسفلى وأُم ملك مصر العليا والسفلى. ويرى علماء الآثار أنها كانت الوارثة الشرعية للعرش؛ ومن ثم فقد نقلت هذه الشرعية إلى الأسرة الخامسة ويعتقد أيضًا أنها كانت زوجة رجل ليس من الدم الملكي الخالص، وبموت هذا الزوج كان ابنها لا يزال حدثًا، فتولت حكم البلاد باعتبارها وصية عليه، وقد بنت معبدًا هرميًا في هضبة الجيزة، شمال طريق المعبد الجنائزي لمنقرع.

##### نيت إقرت
اسم ملكة حكمت كفرعون في أواخر الأسرة السادسة، ابنة الملك بيبي الأول. تزوجت من مري آن رع، وبعد موته تزوجت من بيبي الثالث وكان طفلًا وتربعت على عرش مصر. بنهاية حكمها سقطت الأسرة السادسة وانتهى عصر الدولة القديمة تمامًا.

##### سبك نفرو
هي ابنة الملك أمنمحات الثالث، وحكمت في الأسرة الثانية عشر. ولم يطل حكمها أكثر من ثلاثة أعوام وأربعه أشهر وعشرين يومًا كما جاء في بردية تورين بين أعوام 1782 و1778 ق.م.

##### حتشبسوت
كانت الفرعون الخامس من عصر الأسرة الثامنة عشر في مصر القديمة. حكمت مصر في ظروف سياسية واقتصادية مستقرة خلال العصر الذهبي. يعتبرها علماء المصريات واحدة من أنجح الفراعنة، حامله للقب أطول من أي امرأة أخرى في الأسر المصرية. تميز عهدها بقوة الجيش ونشاط البناء والرحلات البحرية العظيمة التي أرسلتها للتجارة مع بلاد الجوار. وهي الابنة الكبرى لفرعون مصر الملك تحتمس الأول وأمها الملكة أحموس. وكان أبوها الملك قد أنجب ابنًا غير شرعي، هو تحتمس الثاني. وقد قبلت الزواج منه على عادة الأسر الفرعونية القديمة، ليشاركا معًا في الحكم بعد موت الأب، وذلك حلا لمشكلة وجود وريث شرعي.
بعد وفاة تحتمس الثاني أعلنت الملكة حتشبسوت نفسها وصية على عرش ابنها تحتمس الثالث واعتلت العرش وحرصت على تربية تحتمس تربية عسكرية حتى يستطيع تولي الحكم عندما يكبر. وبعد عامين طالبت بالعرش لنفسها، وقد سجلت على جدران معبدها أحداث حملاتها، وأسطورة ولادتها الربانية وظلت لحين موتها عام 1484 قبل الميلاد قابضة على زمام الحكم، فكانت الحاكمة الآمرة طوال حياتها. وعند بلوغه السن القانوني، قررت تعيينه كحكومة ثنائية لها بحيث أن كلاهما يمتلكان حق الإرشاد للإمبراطورية. إلا أنها كانت تضع في يديها القدرة الأكبر على اتخاذ القرارات. وأعلنت الطبقة الدينية في جميع الدولة ولائها لحتشبسوت في مقابل التبرعات السخية والامتيازات الهائلة. وهكذا، حافظت على وجودها في العرش مع ابنتها خلال عشرين عامًا.

##### توسرت
هي آخر امرأة حكمت عرش مصر كملكة حاكمة، وآخر فراعنة الأسرة التاسعة عشر. استولت على الحكم خلال فترة الفوضى التي تلت موت الفرعون مرنبتاح آخر الملوك الأقوياء في الأسرة التاسعة عشرة. تولت الحكم لمدة ثماني سنوات. تُوجد مقبرتها في وادي الملكات، حيث احتوت على خرطوش يصفها بأنها ملكة الأرضين.. سيدة الجنوب والشمال. وبموتها انتهت الأسرة التاسعة عشرة.

##### كليوباترا السابعة
كانت من الأسرة البُطليمية ذوي الأصل الإغريقي الذين حكموا مصر بعد موت الإسكندر الأكبر. هي آخر فراعنة مصر مثل حتشبسوت. شاركت زوجها الحكم، ثم ما لبثت أن استولت على الحكم بمفردها. وعُرفت بسلسلة علاقتها العاطفية التي هدفت من ورائها الحفاظ على استقلال مصر عن الإمبراطورية الرومانية، فقد كانت الوحيدة التي تعلمت لغتهم بين الحكام البطالمة. ودعمت اقتصاد بلادها بالتجارة مع بلاد الشرق فساعد هذا على تقوية وضع مصر في العالم القديم مما جلب السلام للبلاد بعد أن أضعفتها الحروب الداخلية.
كانت زوجة الملك العظيمة في الإمبراطورية الجديدة غالبًا ما تلقب بألقاب إلاهية: مثل زوجة الإله، يد الإله. وكان من الضروري أيضًا الأخذ في الاعتبار الدور الكبير، من المنظور السياسي والدبلوماسي، لزوجات الملوك العظام.
| الملكة  | صورة | زوجة الملك     | ملاحظات |
| ------- | ---- | -------------- | --- |
| تيي     |      | أمنحوتب الثالث | الزوجة العظمى المفضلة لدى زوجها فرعون الأسرة الثامنة عشر، ووالدة أخناتون وجدة توت عنخ آمون. استطاعت أن تصبح زوجة عظيمة بالرغم من عدم انحدارها من سلالة ملكية.                                                                                 |
| نفرتيتي |      | أخناتون        | زوجة فرعون الأسرة الثامنة عشر الشهير، وحماة توت عنخ آمون. كانت تُعد من أقوى النساء في مصر القديمة. هي أكثر النساء تأثيرًا في مصر القديمة، فقد كانت ذات صاحبة شخصية عظيمة وفلسفة نسوية متفردة جعلتها المرأة الأكثر تأثيرًا ربما في التاريخ بأسره. |
| نفرتاري |      | رمسيس الثاني   | مستشارة زوجها الفرعون. |

## المرأة في الوظائف المختلفة

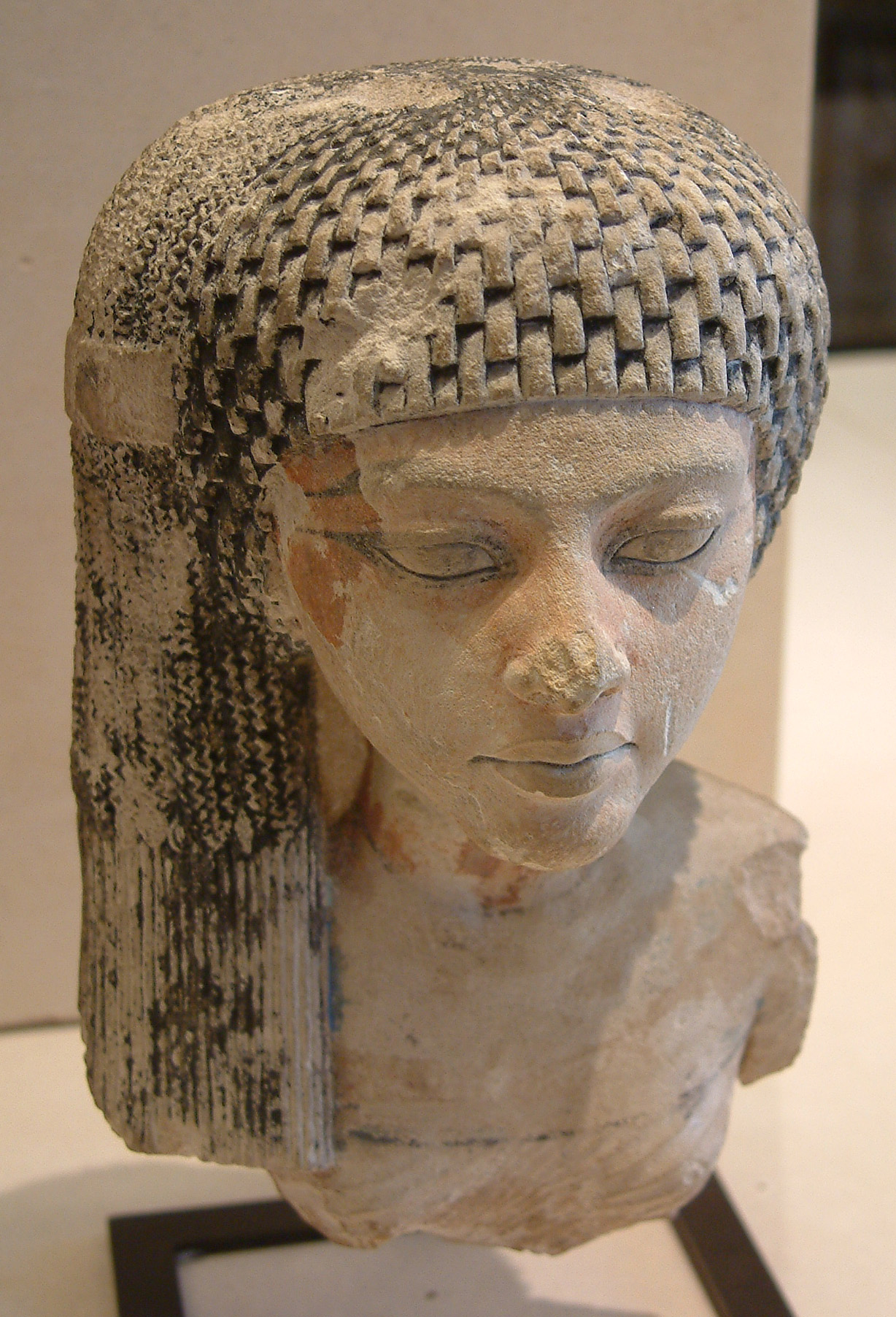
تمثال نصفي لميريت آتون، الابنة الكبرى لأخناتون من الملكة نفرتيتي.

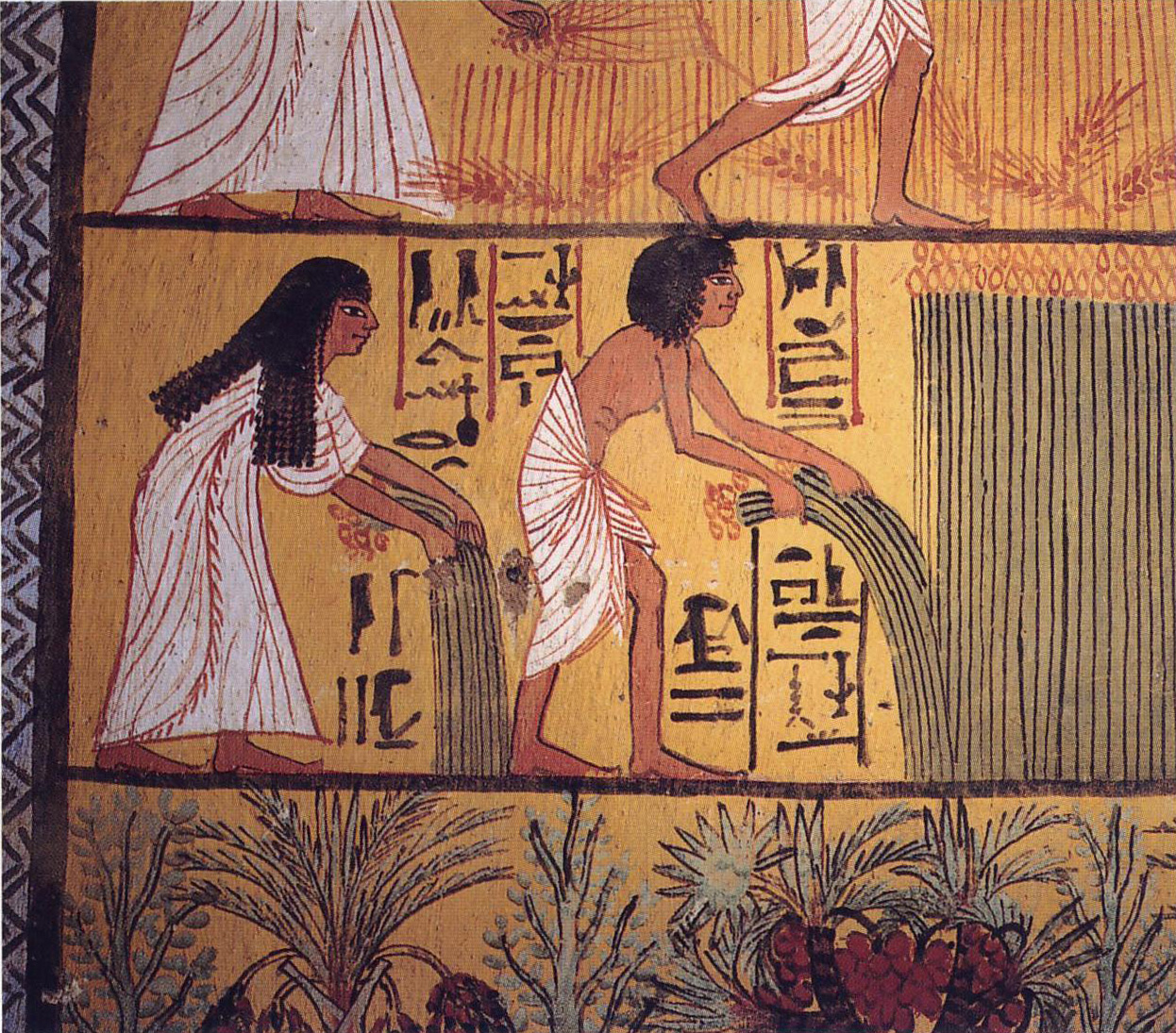
نقش لاثنين من الفلاحين المصريين يرتدون الكتان، يُوضح تكاتف الأسرة المصرية قديمًا في موسم الحصاد، حيث يقومون بجمع نباتات البردي من الحقل، في دير المدينة (ترجع لعصر الأسرة المصرية التاسعة عشر).

يتضح أن المرأة على مر تاريخ مصر القديمة تستطيع أن تشغل مناصب عامة مهمة مثل الفرعون. بنفس الطريقة التي يشغل بها الرجال. فيتصرف كلاهما تبعًا لعادات مصر في الشخصية وفي شكل المعيشة. وكان هناك رجال يركزون في العمل المنزلي، ويشتغلون في النسيج، على عكس أقرانهم، الذين كانوا يبحثون دائمًا على كسب العيش خارج المنزل.
كانت المرأة تستطيع ممارسة الأعمال الصناعية والتجارية بحرية كاملة. وامتهنت المهن الإنتاجية كصناعة الزيوت المعطرة والدهانات العطرية، وصناعة الزجاج والمجوهرات والتحف والأثاث والأسلحة وأدوات الصيد والنسج والغزل وحياكة الملابس والحصير وطحن الحبوب وصناعة العجين والخبز وبيع المنتجات في الأسواق. ومنهم من توجه إلى مهنة الإدارة، ورئيسة المخازن، ومفتشة غرفة الطعام، ومفتشة الخزانة، والمشرفة على الملابس. كما تعلمت المرأة منذ عهد الدولة القديمة الطب والجراحة، وحملت لقب رئيسة الطبيبات مثل بسشيت من الأسرة الرابعة فی حوالي القرن 27 ق. م، وكانت المثال الأول في العالم للمرأة الطبيبة. وشغلت المرأة وظائف كتابية في مختلف الفئات الإدارية للدولة. حيث كان هناك سيدات يعملن بمناصب عليا وبالقضاء مثل القاضية والوزيرة نبت من الأسرة السادسة. ومنهن من توجهن إلى العمل كموسيقيات ومغنيات وراقصات كما يظهر ذلك في النقوش التي تصور المواكب، وكذلك في النقوش الملونة التي تُصور المآدب. فيما كان يعمل بعضهن داخل المنازل كخادمات حيث كان يقُمن بالطهي وصنع الجعة والغسيل وتصفيف الشعر والتنظيف.
وقد ذكر المؤرخ هيرودوت بعد زيارته لمصر: «إن المصريين في عاداتهم وطريقة حياتهم يبدون وكأنهم يخالفون ما درج عليه البشر، فنساؤهم، على سبيل المثال، يذهبن للأسواق ويمارسن التجارة، بينما الرجال يقرون في البيوت يغزلون. وعلى أية حال، فمناظر المقابر تُشير لدور المرأة في أعمال التجارة والحصاد ودرس القمح، وكلها أعمال شاقة قامت بها المرأة مثل الرجل تمامًا، كذلك عملت المرأة بجانب الرجل في أعمال المطبخ مثل طحن القمح وصنع الطعام والإشراف علي المآدب التي كان يحضرها الرجال والنساء مختلطون».

### المرأة العاملة

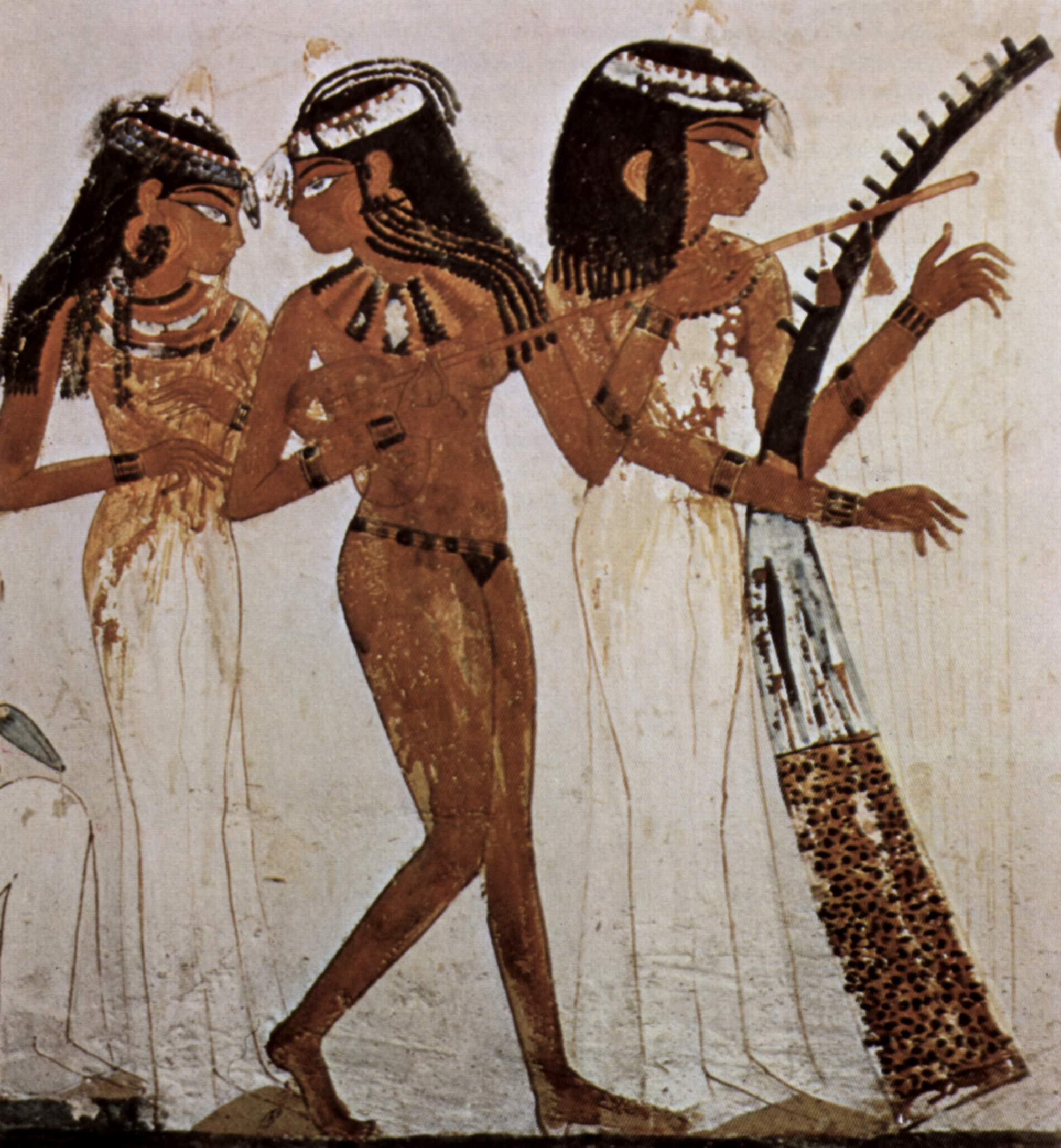
عازفات موسيقى.

كانت معظم النساء ينتمين إلى طبقة الفلاحين وكن يؤدين الأعمال الزراعية جنبًا إلى جنب مع أزواجهن. كان من المعروف عن النساء قدرتهن على إدارة الحقل أو الأعمال الأخرى في غياب أزواجهن أو أبنائهن. ولم تكن المرأة من الطبقات العليا تعمل خارج المنزل، بل كانت تشرف على الخدم وعلى تعليم الأطفال. أما النساء ممن كن ينتمين إلى عائلات ثرية، تمكنن من تعيين حاضنات لرعاية الأطفال، وكن يعملن في صناعة العطور، ويتم توظيفهن في المعابد كراقصات ومغنيات وموسيقيات. واعُتبرت كل هذه الأشياء أهدافًا محترمة تسعى إليها نساء الطبقة العليا. وكان، من الممكن، للنبيلات من النساء أن يكن عضوات في كهانة مرتبطة بإله أو إلهة.

### الموظفات
القاضية والوزيرة نبت، التي انتمت إلى الأسرة السادسة كن من ضمن النساء الموظفات اللاتي احتللن مناصب عليا في الدولة القديمة. ومرورًا بكل الأسر حتى جاءت الطبيبة بسشيت من الأسرة الرابعة. وفقط إبان الإمبراطورية الجديدة، كانت كل الوظائف العامة يشغلها الذكور، فيما كانت تشغل النساء وظائف كتابية مختلفة الفئات في الإدارة ووظائف هامة من شأنها السيطرة على اقتصاد البلاد.

### النائحات

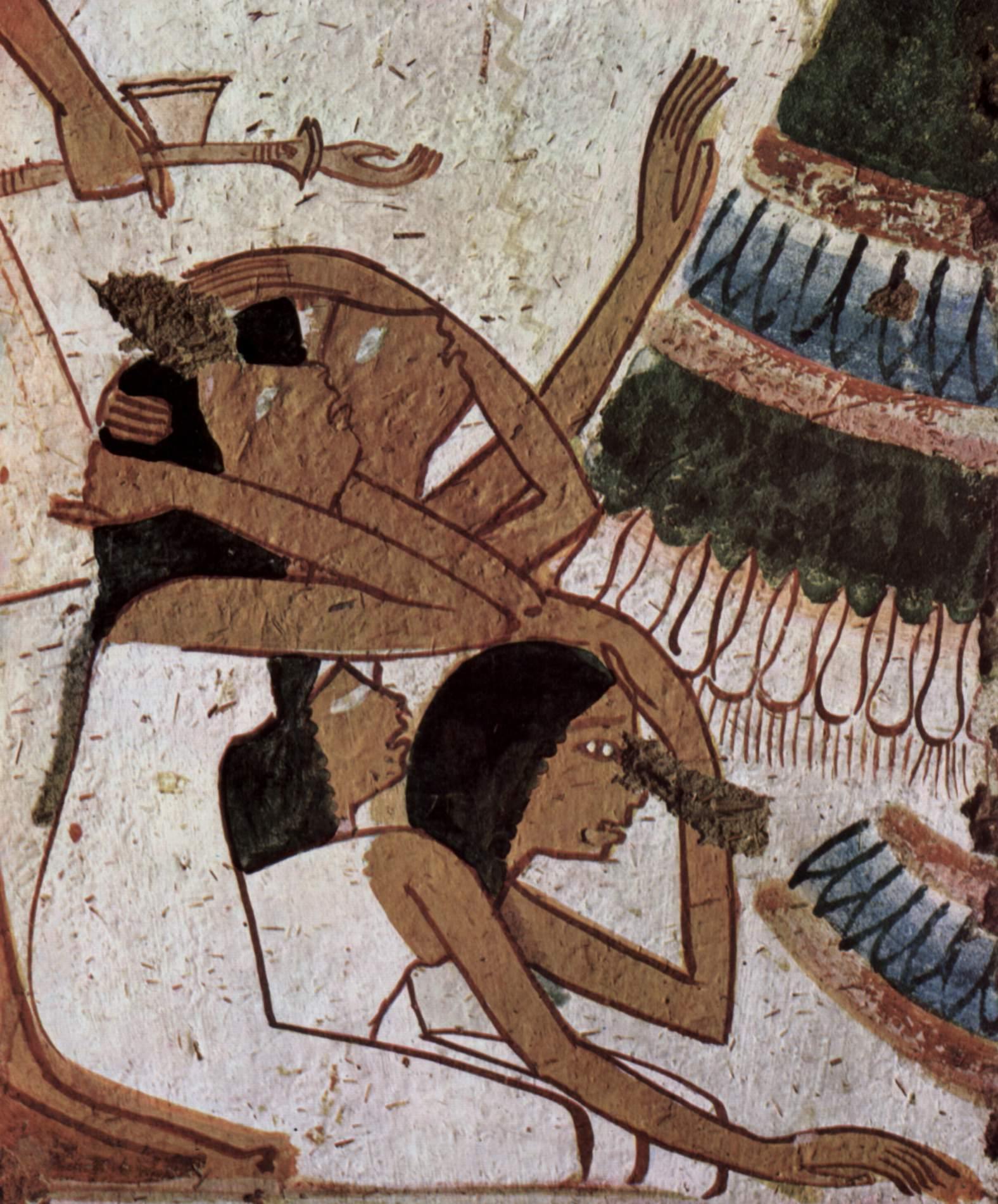
النائحات

هن النساء اللاتي كن يُدفع لهن ليتم اصطحابهم في موكب الجنائز عقب التحنيط ويكن في نهايته. وكن يقمن بتقديم رقصة ما ويبدأن في البكاء والصريخ بصوت عالٍ ولطم الخدود ويذرفن الدموع ويمزقن جلابيبهن ويضربن على أجسامهن ويذرن التراب على رؤوسهن وملابسهن مع شق الملابس والارتماء على الأرض، إحياءً لذكرى المتوفي. وكان يتم تطهيرهم مسبقًا بمضغ النطرون مع تعطيرهم بالبخور. وكان يتم إلباسهن بالأبيض أو الأزرق كاملًا مع استخدامهن الشعر المستعار. وكن يُلقبن أيضًا بمغنيات الربة حتحور.

### منظمات الأعمال
حصلت المرأة المصرية على استقلالها بعد الزواج، وكانت قادرة على الحصول على عملها التجاري المناسب، وأيضًا على ممارسة العديد من المهن. كان هناك المرأة القابلة وحائكات النسيج ورئيسات البلديات؛ أو المشاركات بشكل جيد في أعمال أزواجهن التجارية أو مساعدات لهم. وقد وُجدت هذه الأخيرة خصيصًا بشكل متكرر بين المزارعين فيما بينهم، وكان العرف هو المشاركة في العمل مع جميع أفراد العائلة.

## معالم فرعونية للمرأة
كشفت دراسة مصرية عن كثير من الدلائل التي تركها الفراعنة للتأكيد على ما تمتعت به المرأة في مصر القديمة من تقدير إنساني ومكانة اجتماعية، وما حققته من نجاحات في مختلف المجالات الحياتية، حتى صارت ملكة تحكم البلاد. وأكدت الدراسة التاريخية أنه لا يوجد معبد أو أثر مصري قديم، لا يحتوي على تمثال أو نقش أو رسم يبرز ويسجل المكانة المتميزة التي تمتعت بها المرأة في مصر القديمة، بجانب برديات تحوي وصايا الحكماء والآباء بحسن معاملة المرأة ومعاشرتها كشريك في الحياة، وأن يوفر الرجل لزوجته جميع مستلزمات الحياة من ملابس وطيب وعطر وكل ما يحفظ لها مكانتها وصورتها في عيون المجتمع المحيط بها، وأن يتشاور معها وأن يشاركها الرأي في كل قرار يخص حياتهما وحياة أبنائهما. وأوضح عالم المصريات محمد يحيى عويضة في دراسة أصدرها بمناسبة يوم المرأة المصرية بمارس 2016 أن من أشهر المعالم الأثرية التي تركها قدماء المصريين وتبين مدى تقدير الملوك للمرأة الفرعونية، منطقة وادي الملكات غرب الأقصر، وهي أحد أودية جبل القرنة التاريخي. وقد دفنت زوجات الفراعنة في الأزمنة القديمة في وادي الملكات، كان يُسمى تا - ست - نفرو أي أبناء الفرعون، ويضم مجموعة من المقابر لملكات وأميرات مصر القديمة. وفي مقدمتهن مقبرة للملكة نفرتاري زوجة الملك رمسيس الثاني وأحب زوجاته إلى قلبه. وبحسب عويضة، فإن الوادي هو المكان الذي حفرت ونقشت فيه مقابر الزوجات الثانويات والأميرات فيما يُسمى بعصر الرعامسة، أي رمسيس الأول ورمسيس الثاني وحتى رمسيس الحادي عشر، وهو العصر الذي كان ملوكه وحكامه أكثر تقديرًا للمرأة، وعناية بها وبمكانتها ودورها في المجتمع ومساواتها بالرجل في كل شيء. ويرى عويضة أن هذا يُعد دليلًا على المكانة الكبيرة التي احتلتها المرأة في مصر القديمة، وكيف حرص حكام مصر الفرعونية على إقامة وادٍ يضم مجموعة مقابر رائعة لزوجاتهم وأميراتهم، على غرار وادي الملوك الذي يضم مقابر ملوك الفراعنة في الجانب الشمالي من جبل القرنة.
ومن المعالم الأثرية التي تؤرخ لمكانة المرأة في مصر القديمة، معبد نفرتاري، المعروف باسم معبد أبو سمبل الصغير، والذي أقامه الملك رمسيس الثاني تكريمًا لنفرتاري؛ ومعبد الملكة حتشبسوت في غرب مدينة الأقصر، ومقبرة حتب- حرس في الجيزة، ومعبد دندرة، الذي كُرس لعبادة الإلهة حتحور ربة الحب والجمال والموسيقى في مصر القديمة.